# Polscy biskupi katoliccy
Polscy biskupi katoliccy – duchowni rzymskokatoliccy i greckokatoliccy posiadający święcenia biskupie, sprawujący posługę w Polsce.

## Biskupi diecezjalni
Poniższa lista zawiera informacje o biskupach i arcybiskupach stojących na czele diecezji.
| Biskup | Biskup                 | Data urodzenia       | Funkcja | Stolica biskupia | Data konsekracji     | Data nominacji       |
| ------ | ---------------------- | -------------------- | --- | ---------------- | -------------------- | -------------------- |
|        | Damian Bryl            | 10 lutego 1969       | biskup diecezjalny kaliski                                                                                            | Kalisz           | 8 września 2013      | 25 stycznia 2021     |
|        | Stanisław Budzik       | 25 kwietnia 1952     | arcybiskup metropolita lubelski                                                                                       | Lublin           | 3 kwietnia 2004      | 26 września 2011     |
|        | Andrzej Czaja          | 12 grudnia 1963      | biskup diecezjalny opolski                                                                                            | Opole            | 29 sierpnia 2009     | 14 sierpnia 2009     |
|        | Wacław Depo            | 27 września 1953     | arcybiskup metropolita częstochowski                                                                                  | Częstochowa      | 5 sierpnia 2006      | 29 grudnia 2011      |
|        | Adrian Galbas          | 26 stycznia 1968     | arcybiskup metropolita warszawski, ordynariusz wiernych obrządków wschodnich pozbawionych własnej hierarchii w Polsce | Warszawa         | 11 stycznia 2020     | 4 listopada 2024     |
|        | Józef Górzyński        | 5 marca 1959         | arcybiskup metropolita warmiński                                                                                      | Olsztyn          | 7 grudnia 2013       | 15 października 2016 |
|        | Kazimierz Gurda        | 20 sierpnia 1953     | biskup diecezjalny siedlecki, delegat apostolski ds. obrządku bizantyjsko-słowiańskiego                               | Siedlce          | 5 lutego 2005        | 16 kwietnia 2014     |
|        | Józef Guzdek           | 18 marca 1956        | arcybiskup metropolita białostocki                                                                                    | Białystok        | 15 września 2004     | 16 lipca 2021        |
|        | Jacek Jezierski        | 23 grudnia 1949      | biskup diecezjalny elbląski                                                                                           | Elbląg           | 5 marca 1994         | 10 maja 2014         |
|        | Andrzej Jeż            | 3 maja 1963          | biskup diecezjalny tarnowski                                                                                          | Tarnów           | 28 listopada 2009    | 12 maja 2012         |
|        | Marek Jędraszewski     | 24 lipca 1949        | arcybiskup metropolita krakowski                                                                                      | Kraków           | 29 czerwca 1997      | 8 grudnia 2016       |
|        | Włodzimierz Juszczak   | 19 lipca 1957        | biskup diecezjalny eparchii wrocławsko-koszalińskiej                                                                  | Wrocław          | 19 czerwca 1999      | 24 kwietnia 1999     |
|        | Romuald Kamiński       | 7 lutego 1955        | biskup diecezjalny warszawsko-praski                                                                                  | Warszawa-Praga   | 23 czerwca 2005      | 8 grudnia 2017       |
|        | Ryszard Kasyna         | 28 września 1957     | biskup diecezjalny pelpliński                                                                                         | Pelplin          | 2 kwietnia 2005      | 27 października 2012 |
|        | Józef Kupny            | 23 lutego 1956       | arcybiskup metropolita wrocławski, zastępca przewodniczącego KEP                                                      | Wrocław          | 4 lutego 2006        | 18 maja 2013         |
|        | Wiesław Lechowicz      | 22 grudnia 1962      | biskup polowy Wojska Polskiego                                                                                        | Warszawa         | 16 lutego 2008       | 15 stycznia 2022     |
|        | Tadeusz Lityński       | 14 czerwca 1962      | biskup diecezjalny zielonogórsko-gorzowski                                                                            | Zielona Góra     | 16 czerwca 2012      | 23 listopada 2015    |
|        | Jerzy Mazur            | 5 sierpnia 1953      | biskup diecezjalny ełcki                                                                                              | Ełk              | 31 maja 1998         | 17 kwietnia 2003     |
|        | Marek Mendyk           | 18 marca 1961        | biskup diecezjalny świdnicki                                                                                          | Świdnica         | 31 stycznia 2009     | 31 marca 2020        |
|        | Krzysztof Nitkiewicz   | 17 lipca 1960        | biskup diecezjalny sandomierski                                                                                       | Sandomierz       | 4 lipca 2009         | 13 czerwca 2009      |
|        | Sławomir Oder          | 7 sierpnia 1960      | biskup diecezjalny gliwicki                                                                                           | Gliwice          | 11 marca 2023        | 28 stycznia 2023     |
|        | Arkadiusz Okroj        | 27 maja 1967         | biskup diecezjalny toruński                                                                                           | Toruń            | 2 marca 2019         | 5 kwietnia 2025      |
|        | Wojciech Osial         | 19 listopada 1970    | biskup diecezjalny łowicki                                                                                            | Łowicz           | 4 lutego 2016        | 12 września 2024     |
|        | Roman Pindel           | 18 listopada 1958    | biskup diecezjalny bielsko-żywiecki                                                                                   | Bielsko-Biała    | 6 stycznia 2014      | 16 listopada 2013    |
|        | Jan Piotrowski         | 5 stycznia 1953      | biskup diecezjalny kielecki                                                                                           | Kielce           | 25 stycznia 2014     | 11 października 2014 |
|        | Wojciech Polak         | 19 grudnia 1964      | arcybiskup metropolita gnieźnieński, prymas Polski                                                                    | Gniezno          | 4 maja 2003          | 17 maja 2014         |
|        | Eugeniusz Popowicz     | 12 października 1961 | arcybiskup metropolita archieparchii przemysko-warszawskiej                                                           | Przemyśl         | 21 grudnia 2013      | 7 listopada 2015     |
|        | Marian Rojek           | 9 kwietnia 1955      | biskup diecezjalny zamojsko-lubaczowski                                                                               | Zamość           | 2 lutego 2006        | 30 czerwca 2012      |
|        | Grzegorz Ryś           | 9 lutego 1964        | arcybiskup metropolita łódzki, kardynał prezbiter Ss. Cirillo e Metodio                                               | Łódź             | 28 września 2011     | 14 września 2017     |
|        | Piotr Sawczuk          | 29 stycznia 1962     | biskup diecezjalny drohiczyński                                                                                       | Drohiczyn        | 6 kwietnia 2013      | 17 czerwca 2019      |
|        | Andrzej Siemieniewski  | 8 sierpnia 1957      | biskup diecezjalny legnicki                                                                                           | Legnica          | 11 lutego 2006       | 28 czerwca 2021      |
|        | Marek Solarczyk        | 13 kwietnia 1967     | biskup diecezjalny radomski                                                                                           | Radom            | 19 listopada 2011    | 4 stycznia 2021      |
|        | Janusz Stepnowski      | 11 lipca 1958        | biskup diecezjalny łomżyński                                                                                          | Łomża            | 18 grudnia 2011      | 11 listopada 2011    |
|        | Szymon Stułkowski      | 21 lutego 1961       | biskup diecezjalny płocki                                                                                             | Płock            | 9 czerwca 2019       | 22 października 2022 |
|        | Adam Szal              | 24 grudnia 1953      | arcybiskup metropolita przemyski                                                                                      | Przemyśl         | 23 grudnia 2000      | 30 kwietnia 2016     |
|        | Wiesław Śmigiel        | 3 stycznia 1969      | arcybiskup metropolita szczecińsko-kamiński                                                                           | Szczecin         | 21 kwietnia 2012     | 13 września 2024     |
|        | Arkadiusz Trochanowski | 6 stycznia 1973      | biskup diecezjalny eparchii olsztyńsko-gdańskiej                                                                      | Olsztyn          | 23 stycznia 2021     | 25 listopada 2020    |
|        | Artur Ważny            | 12 października 1966 | biskup diecezjalny sosnowiecki                                                                                        | Sosnowiec        | 30 stycznia 2021     | 23 kwietnia 2024     |
|        | Jan Wątroba            | 4 grudnia 1953       | biskup diecezjalny rzeszowski                                                                                         | Rzeszów          | 20 maja 2000         | 14 czerwca 2013      |
|        | Krzysztof Wętkowski    | 12 sierpnia 1963     | biskup diecezjalny włocławski                                                                                         | Włocławek        | 22 grudnia 2012      | 27 kwietnia 2021     |
|        | Krzysztof Włodarczyk   | 25 lutego 1961       | biskup diecezjalny bydgoski                                                                                           | Bydgoszcz        | 11 czerwca 2016      | 21 września 2021     |
|        | Tadeusz Wojda          | 29 stycznia 1957     | arcybiskup metropolita gdański, przewodniczący KEP                                                                    | Gdańsk           | 10 czerwca 2017      | 2 marca 2021         |
|        | Zbigniew Zieliński     | 14 stycznia 1965     | arcybiskup metropolita poznański                                                                                      | Poznań           | 24 października 2015 | 19 marca 2025        |

## Biskupi pomocniczy
Poniższa lista zawiera informacje o biskupach tytularnych, pełniących funkcje biskupów pomocniczych w diecezjach polskich.
| Biskup | Biskup               | Data urodzenia       | Diecezja                            | Stolica tytularna       | Data konsekracji     | Data nominacji       |
| ------ | -------------------- | -------------------- | ----------------------------------- | ----------------------- | -------------------- | -------------------- |
|        | Adam Piotr Bab       | 30 grudnia 1974      | Archidiecezja lubelska              | Arna                    | 29 czerwca 2020      | 22 maja 2020         |
|        | Grzegorz Balcerek    | 13 lutego 1954       | Archidiecezja poznańska             | Selendeta               | 13 maja 1999         | 24 kwietnia 1999     |
|        | Adam Bałabuch        | 13 kwietnia 1961     | Diecezja świdnicka                  | Aurusuliana             | 8 maja 2008          | 19 marca 2008        |
|        | Tadeusz Bronakowski  | 3 listopada 1959     | Diecezja łomżyńska                  | Tigisi in Mauretania    | 4 marca 2006         | 11 lutego 2006       |
|        | Łukasz Buzun         | 26 lutego 1968       | Diecezja kaliska                    | Chusira                 | 16 sierpnia 2014     | 5 lipca 2014         |
|        | Robert Chrząszcz     | 7 października 1969  | Archidiecezja krakowska             | Forconium               | 6 lutego 2021        | 11 listopada 2020    |
|        | Krzysztof Chudzio    | 25 czerwca 1963      | Archidiecezja przemyska             | Marazanae               | 2 maja 2020          | 3 kwietnia 2020      |
|        | Henryk Ciereszko     | 9 września 1955      | Archidiecezja białostocka           | Dices                   | 15 grudnia 2012      | 17 listopada 2012    |
|        | Mariusz Dmyterko     | 29 grudnia 1979      | Eparchia wrocławsko-koszalińska     | Tzernicus               | nominat              | 10 lipca 2025        |
|        | Marian Florczyk      | 25 października 1954 | Diecezja kielecka                   | Limata                  | 18 kwietnia 1998     | 21 lutego 1998       |
|        | Jan Glapiak          | 26 grudnia 1959      | Archidiecezja poznańska             | Bisica                  | 19 grudnia 2021      | 15 listopada 2021    |
|        | Piotr Greger         | 28 marca 1964        | Diecezja bielsko-żywiecka           | Assava                  | 27 listopada 2011    | 22 października 2011 |
|        | Jacek Grzybowski     | 11 sierpnia 1973     | Diecezja warszawsko-praska          | Nova                    | 19 grudnia 2020      | 26 listopada 2020    |
|        | Andrzej Iwanecki     | 3 listopada 1960     | Diecezja gliwicka                   | Arcavica                | 7 stycznia 2018      | 18 listopada 2017    |
|        | Stanisław Jamrozek   | 5 maja 1960          | Archidiecezja przemyska             | Chełm                   | 20 maja 2013         | 20 kwietnia 2013     |
|        | Michał Janocha       | 27 października 1959 | Archidiecezja warszawska            | Barica                  | 14 czerwca 2015      | 9 maja 2015          |
|        | Piotr Jarecki        | 27 czerwca 1955      | Archidiecezja warszawska            | Avissa                  | 23 kwietnia 1994     | 16 kwietnia 1994     |
|        | Andrzej Kaleta       | 14 lutego 1957       | Diecezja kielecka                   | Maxita                  | 9 grudnia 2017       | 8 listopada 2017     |
|        | Jacek Kiciński       | 30 sierpnia 1968     | Archidiecezja wrocławska            | Margum                  | 19 marca 2016        | 13 lutego 2016       |
|        | Piotr Kleszcz        | 8 czerwca 1967       | Archidiecezja łódzka                | Aquae Albae w Byzacenie | 19 października 2024 | 25 września 2024     |
|        | Mariusz Leszczyński  | 3 kwietnia 1957      | Diecezja zamojsko-lubaczowska       | Bassiana                | 4 lipca 1998         | 10 czerwca 1998      |
|        | Leszek Leszkiewicz   | 10 maja 1970         | Diecezja tarnowska                  | Bossa                   | 6 lutego 2016        | 19 grudnia 2015      |
|        | Maciej Małyga        | 11 maja 1979         | Archidiecezja wrocławska            | Ulcinium                | 24 kwietnia 2022     | 10 marca 2022        |
|        | Marek Marczak        | 17 lutego 1969       | Archidiecezja łódzka, sekretarz KEP | Leontium                | 11 kwietnia 2015     | 28 lutego 2015       |
|        | Rafał Markowski      | 16 kwietnia 1958     | Archidiecezja warszawska            | Obba                    | 7 grudnia 2013       | 4 listopada 2013     |
|        | Janusz Mastalski     | 4 maja 1964          | Archidiecezja krakowska             | Noba                    | 5 stycznia 2019      | 3 grudnia 2018       |
|        | Mirosław Milewski    | 26 lutego 1971       | Diecezja płocka                     | Villa Nova              | 27 lutego 2016       | 23 stycznia 2016     |
|        | Artur Miziński       | 13 lutego 1965       | Archidiecezja lubelska              | Tarasa in Numidia       | 30 maja 2004         | 3 maja 2004          |
|        | Waldemar Musioł      | 10 listopada 1976    | Diecezja opolska                    | Bagis                   | 10 grudnia 2022      | 29 października 2022 |
|        | Damian Muskus        | 6 września 1967      | Archidiecezja krakowska             | Amaia                   | 28 września 2011     | 16 lipca 2011        |
|        | Grzegorz Olszowski   | 15 lutego 1967       | Archidiecezja katowicka             | Rhoga                   | 12 września 2018     | 13 czerwca 2018      |
|        | Radosław Orchowicz   | 21 stycznia 1970     | Archidiecezja gnieźnieńska          | Surista                 | 19 marca 2022        | 26 stycznia 2022     |
|        | Janusz Ostrowski     | 16 listopada 1964    | Archidiecezja warmińska             | Caltadria               | 21 kwietnia 2018     | 27 lutego 2018       |
|        | Rudolf Pierskała     | 13 października 1959 | Diecezja opolska                    | Semina                  | 11 stycznia 2014     | 7 grudnia 2013       |
|        | Piotr Przyborek      | 28 czerwca 1976      | Archidiecezja gdańska               | Musti in Numidia        | 20 sierpnia 2022     | 6 lipca 2022         |
|        | Andrzej Przybylski   | 26 listopada 1964    | Archidiecezja częstochowska         | Hortanum                | 24 czerwca 2017      | 20 maja 2017         |
|        | Adrian Put           | 4 listopada 1978     | Diecezja zielonogórsko-gorzowska    | Furnos Minor            | 13 sierpnia 2022     | 28 czerwca 2022      |
|        | Stanisław Salaterski | 4 listopada 1954     | Diecezja tarnowska                  | Tigillava               | 25 stycznia 2014     | 14 grudnia 2013      |
|        | Wojciech Skibicki    | 23 maja 1970         | Diecezja elbląska                   | Casae Nigrae            | 6 kwietnia 2019      | 14 lutego 2019       |
|        | Grzegorz Suchodolski | 10 listopada 1963    | Diecezja siedlecka                  | Mesarfelta              | 1 czerwca 2020       | 16 kwietnia 2020     |
|        | Józef Szamocki       | 4 października 1954  | Diecezja toruńska                   | Clypia                  | 27 maja 2000         | 20 kwietnia 2000     |
|        | Marek Szkudło        | 28 lutego 1952       | Archidiecezja katowicka             | Wigry                   | 6 stycznia 2015      | 13 grudnia 2014      |
|        | Wiesław Szlachetka   | 21 listopada 1959    | Archidiecezja gdańska               | Vageata                 | 4 stycznia 2014      | 21 grudnia 2013      |
|        | Tomasz Sztajerwald   | 24 listopada 1977    | Diecezja warszawsko-praska          | Cediae                  | 7 grudnia 2024       | 5 listopada 2024     |
|        | Piotr Wawrzynek      | 25 kwietnia 1970     | Diecezja legnicka                   | Rusuccuru               | 15 kwietnia 2023     | 4 marca 2023         |
|        | Henryk Wejman        | 17 grudnia 1959      | Archidiecezja szczecińsko-kamieńska | Sinitis                 | 20 grudnia 2014      | 22 listopada 2014    |
|        | Adam Wodarczyk       | 3 stycznia 1968      | Archidiecezja katowicka             | Pomezania               | 6 stycznia 2015      | 13 grudnia 2014      |
|        | Zbigniew Wołkowicz   | 14 stycznia 1970     | Archidiecezja łódzka                | Vassinassa              | 19 października 2024 | 25 września 2024     |
|        | Józef Wróbel         | 18 października 1952 | Archidiecezja lubelska              | Suas                    | 27 stycznia 2001     | 28 czerwca 2008      |
|        | Krzysztof Zadarko    | 2 września 1960      | Diecezja koszalińsko-kołobrzeska    | Cavaillon               | 25 kwietnia 2009     | 16 lutego 2009       |
|        | Dariusz Zalewski     | 29 stycznia 1974     | Diecezja ełcka                      | Hólar                   | 29 października 2022 | 24 września 2022     |

## Biskupi emeryci
Poniższa lista zawiera informacje o biskupach seniorach – pomocniczych i diecezjalnych pracujących w diecezjach polskich.
| Biskup | Biskup                | Data urodzenia       | Ostatnia pełniona funkcja                          | Tytuł                                                 | Data konsekracji     | Data rezygnacji      |
| ------ | --------------------- | -------------------- | -------------------------------------------------- | ----------------------------------------------------- | -------------------- | -------------------- |
|        | Edward Białogłowski   | 8 stycznia 1947      | biskup pomocniczy rzeszowski                       | biskup tytularny Pomaria                              | 6 stycznia 1988      | 26 stycznia 2022     |
|        | Stefan Cichy          | 30 marca 1939        | biskup diecezjalny legnicki                        | biskup senior legnicki                                | 12 września 1998     | 16 kwietnia 2014     |
|        | Paweł Cieślik         | 15 lipca 1940        | biskup pomocniczy koszalińsko-kołobrzeski          | biskup tytularny Britonia                             | 6 stycznia 1995      | 19 września 2015     |
|        | Mieczysław Cisło      | 15 sierpnia 1945     | biskup pomocniczy lubelski                         | biskup tytularny Auca                                 | 2 lutego 1998        | 15 sierpnia 2020     |
|        | Edward Dajczak        | 16 lutego 1949       | biskup diecezjalny koszalińsko-kołobrzeski         | biskup senior koszalińsko-kołobrzeski                 | 6 stycznia 1990      | 2 lutego 2023        |
|        | Ignacy Dec            | 27 lipca 1944        | biskup diecezjalny świdnicki                       | biskup senior świdnicki                               | 25 marca 2004        | 31 marca 2020        |
|        | Antoni Długosz        | 18 kwietnia 1941     | biskup pomocniczy częstochowski                    | biskup tytularny Aggar                                | 6 stycznia 1994      | 7 maja 2016          |
|        | Antoni Dydycz         | 24 sierpnia 1938     | biskup diecezjalny drohiczyński                    | biskup senior drohiczyński                            | 10 czerwca 1994      | 29 marca 2014        |
|        | Andrzej Dzięga        | 14 grudnia 1952      | arcybiskup metropolita szczecińsko-kamieński       | arcybiskup senior szczecińsko-kamieński               | 24 listopada 2002    | 24 lutego 2024       |
|        | Andrzej Dziuba        | 10 października 1950 | biskup diecezjalny łowicki                         | biskup senior łowicki                                 | 22 maja 2004         | 9 marca 2024         |
|        | Stanisław Dziwisz     | 27 kwietnia 1939     | arcybiskup metropolita krakowski                   | kardynał-prezbiter Santa Maria del Popolo             | 19 marca 1998        | 8 grudnia 2016       |
|        | Zdzisław Fortuniak    | 21 lutego 1939       | biskup pomocniczy poznański                        | biskup tytularny Tamagrista                           | 9 maja 1982          | 25 lutego 2014       |
|        | Edward Frankowski     | 15 sierpnia 1937     | biskup pomocniczy sandomierski                     | biskup tytularny Tigamibena                           | 5 marca 1989         | 6 października 2012  |
|        | Stanisław Gądecki     | 19 października 1949 | arcybiskup metropolita poznański                   | arcybiskup senior poznański                           | 25 marca 1992        | 19 marca 2025        |
|        | Stanisław Gębicki     | 8 lipca 1945         | biskup pomocniczy włocławski                       | biskup tytularny Thiges                               | 6 stycznia 2000      | 8 lipca 2020         |
|        | Sławoj Leszek Głódź   | 13 sierpnia 1945     | arcybiskup metropolita gdański                     | arcybiskup senior gdański                             | 23 lutego 1991       | 13 sierpnia 2020     |
|        | Kazimierz Górny       | 24 grudnia 1937      | biskup diecezjalny rzeszowski                      | biskup senior rzeszowski                              | 6 stycznia 1985      | 14 czerwca 2013      |
|        | Grzegorz Kaszak       | 24 lutego 1964       | biskup diecezjalny sosnowiecki                     | biskup senior sosnowiecki                             | 28 marca 2009        | 24 października 2023 |
|        | Zbigniew Kiernikowski | 2 lipca 1946         | biskup diecezjalny legnicki                        | biskup senior legnicki                                | 20 maja 2002         | 28 czerwca 2021      |
|        | Jan Kopiec            | 18 grudnia 1947      | biskup diecezjalny gliwicki                        | biskup senior gliwicki                                | 6 stycznia 1993      | 28 stycznia 2023     |
|        | Józef Kowalczyk       | 28 sierpnia 1938     | arcybiskup metropolita gnieźnieński, prymas Polski | prymas senior                                         | 20 października 1989 | 17 maja 2014         |
|        | Piotr Libera          | 20 marca 1951        | biskup diecezjalny płocki                          | biskup senior płocki                                  | 6 stycznia 1997      | 4 czerwca 2022       |
|        | Roman Marcinkowski    | 28 lutego 1942       | biskup pomocniczy płocki                           | biskup tytularny Bulla Regia                          | 13 kwietnia 1985     | 13 kwietnia 2017     |
|        | Jan Martyniak         | 20 czerwca 1939      | arcybiskup metropolita przemysko-warszawski        | arcybiskup senior przemysko-warszawski                | 16 września 1989     | 7 listopada 2015     |
|        | Wiesław Mering        | 10 grudnia 1945      | biskup diecezjalny włocławski                      | biskup senior włocławski                              | 26 kwietnia 2003     | 27 kwietnia 2021     |
|        | Józef Michalik        | 20 kwietnia 1941     | arcybiskup metropolita przemyski                   | arcybiskup senior przemyski                           | 16 października 1986 | 30 kwietnia 2016     |
|        | Henryk Muszyński      | 20 marca 1933        | arcybiskup metropolita gnieźnieński, prymas Polski | prymas senior                                         | 25 marca 1985        | 8 maja 2010          |
|        | Stanisław Napierała   | 23 grudnia 1936      | biskup diecezjalny kaliski                         | biskup senior kaliski                                 | 5 października 1980  | 21 lipca 2012        |
|        | Alfons Nossol         | 8 sierpnia 1932      | biskup diecezjalny opolski                         | biskup senior opolski                                 | 17 sierpnia 1977     | 14 sierpnia 2009     |
|        | Kazimierz Nycz        | 1 lutego 1950        | arcybiskup metropolita warszawski                  | kardynał prezbiter Santi Silvestro e Martino ai Monti | 4 czerwca 1988       | 4 listopada 2024     |
|        | Ireneusz Pękalski     | 9 marca 1950         | biskup pomocniczy łódzki                           | biskup tytularny Castellum Tingitii                   | 8 stycznia 2000      | 8 kwietnia 2025      |
|        | Tadeusz Pikus         | 1 września 1949      | biskup diecezjalny drohiczyński                    | biskup senior drohiczyński                            | 8 maja 1999          | 17 czerwca 2019      |
|        | Tadeusz Rakoczy       | 30 marca 1938        | biskup diecezjalny bielsko-żywiecki                | biskup senior bielsko-żywiecki                        | 26 kwietnia 1992     | 16 listopada 2013    |
|        | Stefan Regmunt        | 20 czerwca 1951      | biskup diecezjalny zielonogórsko-gorzowski         | biskup senior zielonogórsko-gorzowski                 | 6 stycznia 1995      | 23 listopada 2015    |
|        | Piotr Skucha          | 27 czerwca 1946      | biskup pomocniczy sosnowiecki                      | biskup tytularny Segisama                             | 15 lutego 1987       | 27 czerwca 2021      |
|        | Wiktor Skworc         | 19 maja 1948         | arcybiskup metropolita katowicki                   | arcybiskup senior katowicki                           | 6 stycznia 1998      | 31 maja 2023         |
|        | Paweł Socha           | 10 stycznia 1935     | biskup pomocniczy zielonogórsko-gorzowski          | biskup tytularny Thunigaba                            | 26 grudnia 1973      | 16 stycznia 2012     |
|        | Paweł Stobrawa        | 22 kwietnia 1947     | biskup pomocniczy opolski                          | biskup tytularny Aeca                                 | 14 maja 2003         | 22 kwietnia 2022     |
|        | Andrzej Suski         | 24 grudnia 1941      | biskup diecezjalny toruński                        | biskup senior toruński                                | 4 października 1986  | 11 listopada 2017    |
|        | Jan Szkodoń           | 19 grudnia 1946      | biskup pomocniczy krakowski                        | biskup tytularny Turrisblanda                         | 4 czerwca 1988       | 10 marca 2022        |
|        | Jan Śrutwa            | 1 grudnia 1940       | biskup diecezjalny zamojsko-lubaczowski            | biskup senior zamojsko-lubaczowski                    | 1 września 1984      | 5 sierpnia 2006      |
|        | Henryk Tomasik        | 4 stycznia 1946      | biskup diecezjalny radomski                        | biskup senior radomski                                | 6 stycznia 1993      | 4 stycznia 2021      |
|        | Jan Tyrawa            | 4 listopada 1948     | biskup diecezjalny bydgoski                        | biskup senior bydgoski                                | 5 listopada 1988     | 12 maja 2021         |
|        | Stanisław Wielgus     | 23 kwietnia 1939     | arcybiskup tytularny                               | arcybiskup tytularny Viminacium                       | 1 sierpnia 1999      | 6 stycznia 2007      |
|        | Julian Wojtkowski     | 31 stycznia 1927     | biskup pomocniczy warmiński                        | biskup tytularny Murustaga                            | 22 sierpnia 1969     | 24 lutego 2004       |
|        | Józef Wysocki         | 17 października 1940 | biskup pomocniczy elbląski                         | biskup tytularny Praecausa                            | 29 kwietnia 1989     | 31 października 2015 |
|        | Jan Zając             | 20 czerwca 1939      | biskup pomocniczy krakowski                        | biskup tytularny Taddua                               | 15 września 2004     | 7 października 2014  |
|        | Damian Zimoń          | 25 października 1934 | arcybiskup metropolita katowicki                   | arcybiskup senior katowicki                           | 29 czerwca 1985      | 29 października 2011 |
|        | Władysław Ziółek      | 22 czerwca 1935      | arcybiskup metropolita łódzki                      | biskup senior łódzki                                  | 4 maja 1980          | 11 lipca 2012        |